# Megete
Megete (in greco antico: Μέγης?, Méghēs) o Mege od anche Megete Fileide (in greco antico: Μέγης Φυλεΐδης?, Méghēs Phyleìdēs) è un personaggio della mitologia greca che guidò un contingente da Dulichio alla Guerra di Troia.

## Mitologia

### Genealogia e origini
Originario dell'Elide, patria di suo padre, Megete vantava, attraverso di lui, la diretta discendenza dal re leggendario Augia. 
 Diverse sono le ipotesi, al contrario, sul nome della madre. Secondo una tradizione, egli era figlio di Ctimene, figlia di Laerte e quindi sorella di Odisseo. In tal modo egli veniva considerato nipote diretto dell'eroe. Un'ulteriore versione riferisce che il ruolo materno era attribuito a Timandra, figlia di Tindaro e Leda e sorella di Elena e Clitennestra. Un'ultima tradizione afferma che Megete era figlio di una certa Eustioche. Megete aveva una sorella, Euridamia, moglie dell'indovino Polido.

### Mege tra i "Pretendenti di Elena"
Alla morte del padre, Megete gli succedette nel regno, che comprendeva le isole fronteggianti le Echinadi, nel mar Ionio. Le tradizioni non lo dicono sposato e ciò giustificherebbe il suo interesse verso la giovane figlia di Tindaro, Elena, la quale, non ancora in età da marito, era diventata comunque oggetto di corteggiamento ed offerte da parte dei sovrani di tutta la Grecia. 
 Igino, nelle sue Fabulae, nomina Megete proprio tra i corteggiatori della giovane.
(Igino, Fabulae, 81.)
Grazie ad uno stratagemma di Odisseo, Tindaro riuscì a legare i pretendenti ad un giuramento, che li costringeva ad intervenire a favore dell'uomo che sarebbe stato prescelto come sposo della fanciulla. Quando le sorti caddero sul giovane Menelao, tutti i pretendenti, compreso Megete, furono costretti a non protestare e ad attenersi al patto.

### Nella guerra di Troia
In seguito al rapimento di Elena da parte di Paride, principe figlio di Priamo, re di Troia, Megete, chiamato in causa in seguito al suo giuramento, partecipò immediatamente al conflitto appena scoppiato, appoggiando con le sue forze militari i due Atridi, Agamennone e Menelao.
Megete comandava chi proveniva dalle isole Echine, portando con sé quaranta navi pronte per attaccare Troia, nel libro II dell'Iliade, nel "Catalogo delle navi" alleate. Ai suoi ordini erano anche i guerrieri provenienti dalla vicina isola di Dulichio, il cui re, Niso, non era stato tra i pretendenti di Elena (egli aveva un figlio, Anfinomo, uno di quei giovani aristocratici che in seguito avrebbero aspirato alla mano di Penelope, i Proci).
(Omero, Iliade, libro II, versi 625-628. 630. Traduzione di Rosa Calzecchi Onesti.)
Anche lo Pseudo-Apollodoro afferma che la flotta di Megete era composta da quaranta navi,. Igino parla al contrario di sessanta navi.
Durante la guerra si distinse uccidendo con la lancia il figlio illegittimo di Antenore, Pedeo; inoltre colpì a morte Cresmo anche se per sbaglio, egli infatti voleva uccidere Polidamante. Dolope proprio in quel frangente cercò di approfittare di un suo momento di distrazione, lo colpì con la sua lancia ma la corazza, regalo di suo padre, resse e subito Megete lo uccise.
Nella guerra, Megete uccise un totale di otto guerrieri nemici.
1. Pedeo, guerriero troiano, figlio illegittimo di Antenore. (Omero, Iliade, libro V)
2. Cresmo, guerriero troiano. (Omero, Iliade, libro XV, versi 523.)
3. Anficlo, guerriero troiano. (Omero, Iliade, libro XVI, versi 313.)
4. Agelao, guerriero troiano, figlio di Ippaso, arruolatosi nell'esercito di Naste, il capo della Caria. (Quinto Smirneo, Posthomerica, libro I, verso 279.)
5. Itimoneo, guerriero di Mileto, alleato dei Troiani, presente nell'esercito di Naste. (Quinto Smirneo, Posthomerica, libro I, verso 279.)
6. Eurimene, guerriero troiano, amico di Enea. (Quinto Smirneo, Posthomerica, libro X, versi 98 ss.)
7. Alceo, guerriero della Caria, alleato dei Troiani, figlio di Margaso e Fillide. (Quinto Smirneo, Posthomerica, libro X, verso 138.)
8. Deiopite, guerriero troiano, figlio di Priamo. (Quinto Smirneo, Posthomerica, libro XIII, versi 212.)

### Interpretazione e realtà storica
Nell'Iliade quando Dolope venne ucciso si descrive che la cresta dell'elmo venne sporcata di sangue e quindi assunse il colore porpora, tale pratica in quel tempo era utilizzata per dei tessuti particolari.. In seguito Megete morirà anche se non viene descritto in alcun libro epico del ciclo troiano il riferimento alla sua fine, che certo è avvenuta o nella famosa guerra od al ritorno in patria, oppure durante il viaggio verso casa dopo la caduta di Troia.

### Fonti
- Omero, Iliade II 627, V 69, X 110, XIII 692, XV 302 520-535, XIX 239

### Traduzione delle fonti
- Omero, Iliade, quinta edizione, Bergamo, BUR, 2005, ISBN 88-17-17273-1. Traduzione di Giovanni Cerri